# CYP17A1
CYP17A1(Cytochrome P450 17A1, 사이토크롬 P450 17A1, 스테로이드 17α-모노옥시게나제, 17α-하이드록실라제, 17-알파-하이드록실라제, 17,20-리아제, 17,20-데스몰라제)은 인간에서 염색체 10의 CYP17A1 유전자에 의해 인코딩되는 하이드록실라제 유형의 효소이다. 이는 생식선 조직뿐만 아니라 부신 피질의 망상대 및 근막대(사구체대 아님)를 포함한 많은 조직 및 세포 유형에서 편재적으로 발현된다. 이는 17α-수산화효소와 17,20-분해효소 활성을 모두 가지며 프로게스틴, 미네랄코르티코이드, 글루코코르티코이드, 안드로겐 및 에스트로겐을 생성하는 스테로이드 생성 경로의 핵심 효소이다. 보다 구체적으로, 이 효소는 프레그네놀론과 프로게스테론에 작용하여 스테로이드 D 고리의 탄소 17 위치(C17)에 수산기(-OH) 그룹을 추가하거나(17α-수산화효소 활성, EC 1.14.14.19), 17α-히드록시프로게스테론에 작용한다. 및 17α-hydroxypregnenolone은 스테로이드 핵에서 측쇄를 분리한다(17,20-리아제 활성, EC 1.14.14.32).